# Blechardt Wachtmeister
Bleichard "Bleckert" Wachtmeister af Björkö, född 23 februari 1644 i Stockholm, död 30 april 1701 i Reval, var en svensk friherre, general och landshövding i Kalmar län från 1695 till sin död.

## Biografi
Blechardt Wachtmeister af Björkö föddes 1644 i Stockholm. Han var son till riksrådet och friherre Hans Wachtmeister av Björkö och Agnes Margareta von Helmstedt.
Efter en tid i fransk tjänst 1666 blev han löjtnant vid Skånska kavalleriregementet 1667 och ryttmästare där 1672. Han blev 1677 överste och chef för Östgöta kavalleriregemente. År 1695 utnämndes han till landshövding i Kalmar län. År 1700 utnämndes han av Karl XII till generallöjtnant av kavalleriet. Han kommenderade högra flygeln vid slaget vid Narva. Han dog under en resa till Reval. Han är begravd i Kalmar domkyrka, där hans gravkrypta finns kvar. 
Han var vidare bror till amiralen greve Hans Wachtmeister, fältmarskalken greve Axel Wachtmeister och generalen friherre Fritz Wachtmeister. 

### Familj
Wachtmeister gifte sig 29 december 1679 på Pudagla i Pommern med Barbara Christina Wolffradt (1659–1726), dotter till regeringsrådet och kanslern Herman Wolffradt och Christina Rehnskiöld. De fick tillsammans barnen Agnes Christina Wachtmeister (1680–1750) som var gift med överstelöjtnanten friherre Claes Creutz, Barbara Hedvig Wachtmeister (född 1681), presidenten Carl Hans Wachtmeister (1682–1731), Bleckert Wachtmeister (1684–1699) Barbara Hedvig Wachtmeister (1685–1743) som var gift med överstelöjtnanten Nils Lilliehöök af Fårdala, överstelöjtnanten Adam Herman Wachtmeister (1686–1703), överstelöjtnanten Axel Gustaf Wachtmeister (1688–1751), Charlotta Aurora Wachtmeister (1690–1718) som var gift med överstelöjtnanten Carl Ignatius de Silva, Eva Juliana Wachtmeister (1692–1727) som var gift med ryttmästaren friherre Lars Sparre, Erik Wachtmeister (1693–1761), kaptenen Fritz Wachtmeister (1694–1719), Ulrika Wachtmeister (1696–1698) och Anna Eleonora Wachtmeister (1700–1778) som var gift med översten friherre Conrad Sparre.